# Survive the Summer
Survive the Summer (estilizado como S.T.S) es el cuarto EP de la rapera australiana Iggy Azalea. Originalmente programado para ser lanzado el 6 de julio de 2018, pero dicha fecha se cambió para la preventa de éste, la fecha de estreno fue retrasada para el 3 de agosto de 2018.
El 25 de junio, Iggy anunció a través de sus redes sociales que el primer sencillo del EP sería «Kream», este cuenta con la colaboración del rapero Tyga, el cual fue lanzado el 6 de julio acompañado por un video musical, junto con la pre-orden del álbum y el estreno de la canción «Tokyo Snow Trip».

## Antecedentes
Azalea anunció vía Twitter en agosto de 2017 que su nuevo álbum se titularía Surviving The Summer, y que el anterior Digital Distortion estaba totalmente cancelado junto con todas sus canciones.

## Lista de canciones
| Survive The Summer |                            |          |  |
| N.º                | Título                     | Duración |  |
| 1.                 | «Survive The Summer»       | 2:44     |  |
| 2.                 | «Tokyo Snow Trip»          | 2:10     |  |
| 3.                 | «Kream» (feat. Tyga)       | 2:46     |  |
| 4.                 | «Hey Iggy»                 | 2:47     |  |
| 5.                 | «Kawasaki»                 | 2:57     |  |
| 6.                 | «OMG!» (feat. Wiz Khalifa) | 2:28     |  |
| 15:52              |                            |          |  |

## Posicionamiento en listas
| Lista (2018)                   | Mejor Posición |
| ------------------------------ | -------------- |
| Australia Digital Abums (ARIA) | 17             |
| Estados Unidos (Billboard 200) | 144            |